# 大阪ワンダークルーズ
大阪ワンダークルーズ（おおさかワンダークルーズ、英: Osaka Wonder Cruise）は、大阪城や道頓堀の水路を巡るデイクルーズと、ライトアップされた水都大阪の夜景を巡るナイトクルーズ。One Osaka リバークルーズが運営している。

## 概要
2016年10月1日より2018年3月31日までの実証実験運行を経て、2018年4月1日より本格運航を開始している。運行時間は、午前11時10分から午後6時50分まで、3つのルートを1日10便運航している。
デイクルーズは大阪城、道頓堀、東横堀川水門などを巡る大阪クルージング。ナイトクルーズは橋梁や大阪城、道頓堀の巨大看板などを巡る。
2018年8月1日よりグランピング船「メリーグリーン」を運航している。